# Xavier Báez
Xavier Iván „Xavi” Báez Gamiño (ur. 22 lipca 1987 w Reynosie) – meksykański piłkarz występujący na pozycji defensywnego lub środkowego pomocnika.

## Kariera klubowa
Báez jest wychowankiem akademii juniorskiej klubu Chivas de Guadalajara, do którego pierwszej drużyny został włączony jako dziewiętnastolatek przez szkoleniowca José Manuela de la Torre po kilku miesiącach gry w drugoligowych rezerwach zespołu – CD Tapatío. W meksykańskiej Primera División zadebiutował 17 lutego 2007 w wygranym 3:0 spotkaniu z Atlante, natomiast premierowego gola w najwyższej klasie rozgrywkowej strzelił 21 kwietnia tego samego roku w wygranej 4:0 konfrontacji z Veracruz. Początkowo pełnił w ekipie funkcję rezerwowego i w tej roli w 2007 roku dotarł z nią do dwumeczu finałowego najbardziej prestiżowych rozgrywek kontynentu – Pucharu Mistrzów CONCACAF. Kilka miesięcy później wywalczył sobie jednak pewne miejsce w wyjściowej jedenastce i w 2010 roku jako podstawowy piłkarz doszedł ze swoją ekipą do finału rozgrywek Copa Libertadores. Ogółem barwy Chivas reprezentował przez sześć lat, rozgrywając w jego barwach 207 spotkań.
Wiosną 2013 Báez na zasadzie wypożyczenia przeniósł się do klubu Deportivo Toluca, w którego barwach spędził sześć miesięcy, po czym został wykupiony przez władze zespołu na stałe. Ogółem w Toluce występował bez większych sukcesów i jako rezerwowy przez rok, po czym został zawodnikiem drużyny Cruz Azul ze stołecznego miasta Meksyk. W 2014 roku wygrał z nią rozgrywki Ligi Mistrzów CONCACAF, przeważnie pełniąc jednak rolę zawodnika rezerwowego, a w tym samym roku wziął jeszcze udział w Klubowych Mistrzostwach Świata, na których zajął wraz ze swoją ekipą czwarte miejsce. W międzyczasie został jednym z podstawowych graczy drużyny prowadzonej przez Luisa Fernando Tenę, jednak po jego odejściu przestał być brany pod uwagę przy ustalaniu składu.
W styczniu 2016 Báez został wypożyczony do drugoligowej ekipy Club Necaxa z siedzibą w Aguascalientes, gdzie już w pierwszym, wiosennym sezonie Clausura 2016 jako kluczowy piłkarz triumfował w rozgrywkach Ascenso MX, a także dotarł do finału pucharu Meksyku – Copa MX. Dzięki pierwszemu z wymienionych osiągnięć wraz ze swoją ekipą awansował na najwyższy szczebel rozgrywek i bezpośrednio po tym został wykupiony przez zarząd Necaxy.

## Statystyki kariery
| Guadalajara | 2006–2007 | Meksyk | Liga MX    | 4   | 1  | —  | — | LMC                      | 1  | 0 | 5   | 1  |
| Guadalajara | 2007–2008 | Meksyk | Liga MX    | 27  | 0  | —  | — | SL + CS + CL             | 8  | 0 | 35  | 0  |
| Guadalajara | 2008–2009 | Meksyk | Liga MX    | 31  | 2  | 4  | 0 | SL + CS + CL             | 14 | 1 | 49  | 3  |
| Guadalajara | 2009–2010 | Meksyk | Liga MX    | 31  | 2  | —  | — | CL                       | 8  | 1 | 39  | 3  |
| Guadalajara | 2010–2011 | Meksyk | Liga MX    | 35  | 3  | —  | — | —                        | —  | — | 35  | 3  |
| Guadalajara | 2011–2012 | Meksyk | Liga MX    | 25  | 0  | —  | — | CL                       | 6  | 0 | 31  | 0  |
| Guadalajara | 2012–2013 | Meksyk | Liga MX    | 9   | 1  | —  | — | LMC                      | 4  | 0 | 13  | 1  |
| Toluca      | 2012–2013 | Meksyk | Liga MX    | 8   | 1  | —  | — | CL                       | 6  | 0 | 14  | 1  |
| Toluca      | 2013–2014 | Meksyk | Liga MX    | 8   | 0  | —  | — | LMC                      | 4  | 0 | 12  | 0  |
| Cruz Azul   | 2013–2014 | Meksyk | Liga MX    | 14  | 0  | —  | — | —                        | —  | — | 14  | 0  |
| Cruz Azul   | 2014–2015 | Meksyk | Liga MX    | 27  | 0  | —  | — | LMC + KMŚ                | 5  | 0 | 32  | 0  |
| Cruz Azul   | 2015–2016 | Meksyk | Liga MX    | 2   | 0  | 6  | 0 | —                        | —  | — | 8   | 0  |
| Necaxa      | 2015–2016 | Meksyk | Ascenso MX | 23  | 1  | 1  | 0 | —                        | —  | — | 24  | 1  |
| Necaxa      | 2016–2017 | Meksyk | Liga MX    | 0   | 0  | —  | — | —                        | —  | — | 0   | 0  |
| Ogółem      | Ogółem    | Ogółem | Ogółem     | 245 | 11 | 11 | 0 | LMC + SL + CS + CL + KMŚ | 56 | 2 | 312 | 13 |

- LMC – Liga Mistrzów CONCACAF
- SL – SuperLiga
- CS – Copa Sudamericana
- CL – Copa Libertadores
- KMŚ – Klubowe Mistrzostwa Świata